# Peninsulă

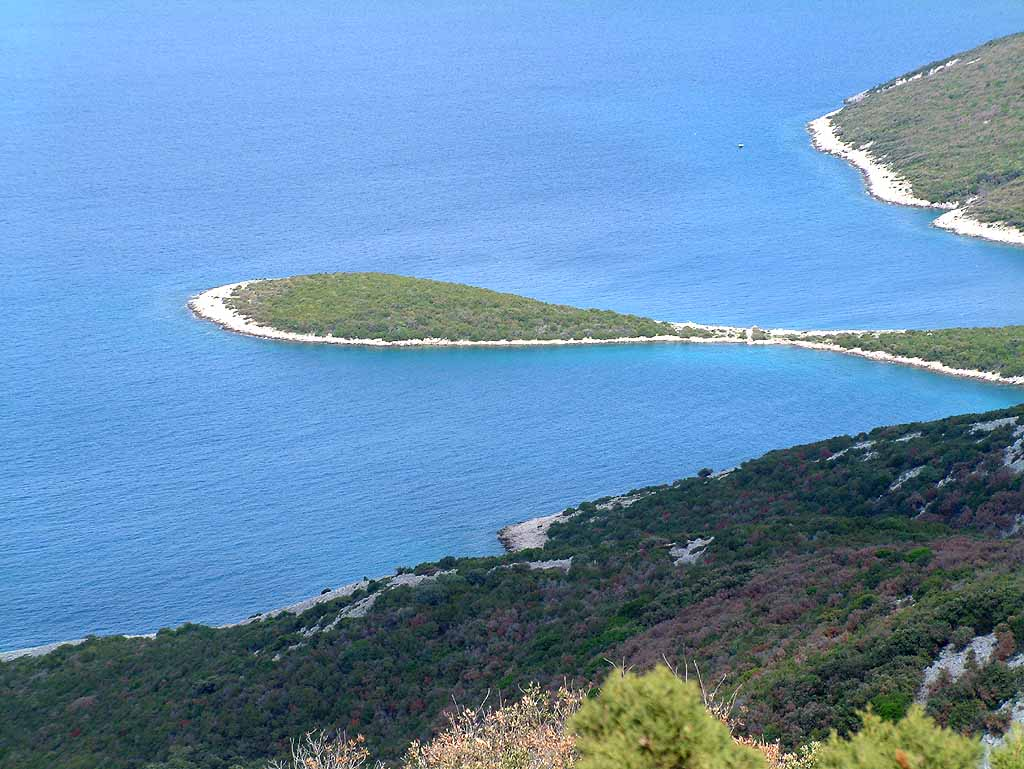
Peninsulă în Croaţia

O peninsulă (din latină "paene insula", aproape insulă) este o formă de relief geografică, reprezentată de o extensie a uscatului dintr-un corp mai mare, înconjurat de apă din trei părți.